# Laser helowo-neonowy

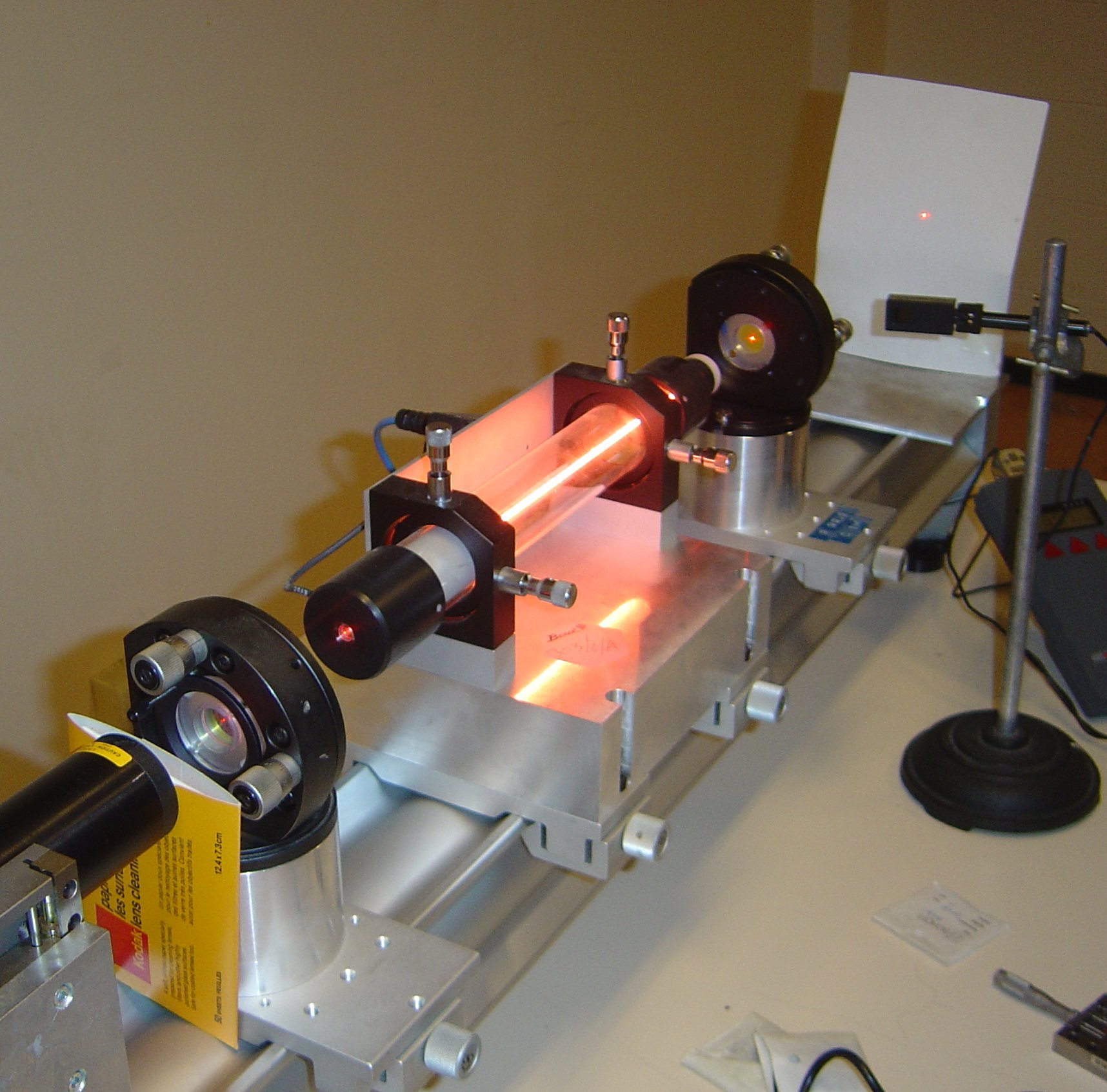
Laser helowo-neonowy

Laser helowo-neonowy (He-Ne) – laser gazowy o działaniu ciągłym. Substancją roboczą wewnątrz rury próżniowej jest mieszanina neonu pod ciśnieniem parcjalnym 0,1 mmHg i helu pod ciśnieniem parcjalnym 1 mmHg.
Komercyjne modele lasera He-Ne emitują ciągłe wiązki o mocy od kilku dziesiątych miliwata do 75 mW, przy czym większość mieści się w zakresie od 0,5 mW do 7 mW. Laser He-Ne może wytwarzać wiązkę na wielu długościach fal, ale zdecydowanie najpopularniejsza jest λ = 632,8 nm (czerwona), inne popularne długości fal obejmują zieleń λ = 543,3 nm, podczerwień, przy λ = 1,15 μm i λ = 3,39 μm.

## Wzbudzanie

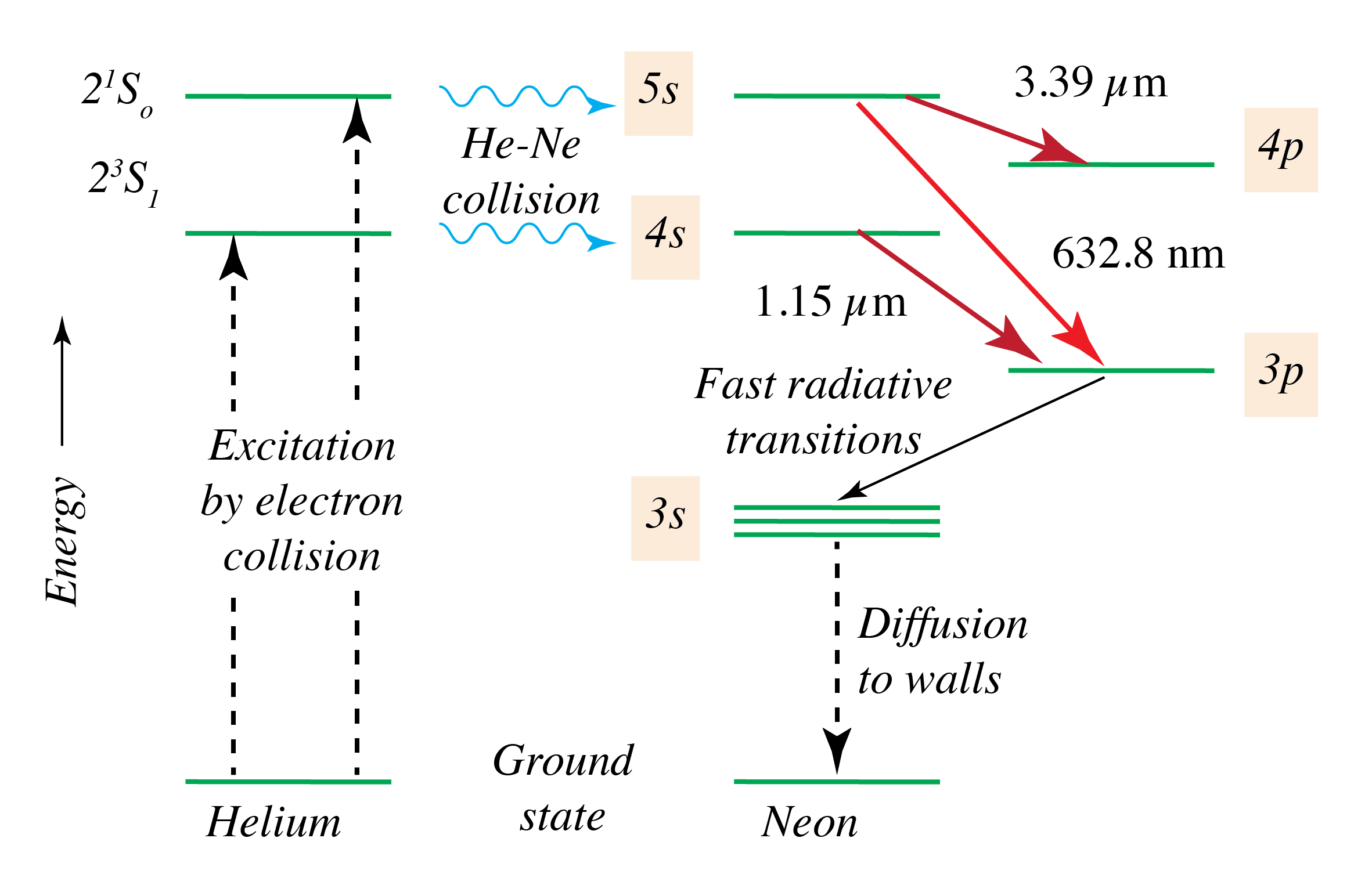
Przejścia energii w laserze He-Ne

Proces wzbudzania lasera HeNe zaczyna się od zderzenia elektronów z wyładowania elektrycznego z atomami helu. Wzbudzany atom helu przechodzi ze stanu podstawowego do stanu 23S1 lub 21S0, przejście promieniste z tych stanów do poziomu podstawowego jest zabronione, przez co są to stany metastabilne, stany takie pozostają długo wzbudzone. Zderzenie wzbudzonego atomu helu z atomem neonu w stanie podstawowym wywołuje transfer energii z atomu helu do atomu neonu. Atom helu powraca do stanu podstawowego, a atom neonu wzbudzany jest odpowiednio do stanu z poziomu 5s (3s) lub 4s (2s). Przejście do tego stanu jest spowodowane niewielką różnicą energii wzbudzonych atomów helu i neonu (ΔE).
Wzbudzenie helu w wyniku zderzeń z elektronami:
He(1S0) + ΔEw → He*(23S1)
He(1S0) + ΔEw → He*(21S)
Przeniesienie energii na neon:
He*(23S1) + Ne1S0 → He(1S0) + Ne*4s2 + ΔE,
He*(21S1) + Ne1S0 + ΔE → He(1S0) + Ne*5s2,
(*) oznacza stan wzbudzony.
Ze stanów s, przejście promieniste może prowadzić tylko do poziomów p. Po uwzględnieniu energii tych poziomów, z poziomu 5s dozwolone jest przejście promieniste do poziomu 4p i 3p, a z poziomu 3s tylko do 3p. Poziomy s mają 4 podpoziomy a p 10 podpoziomów, co daje w sumie 120 (3*4*10) możliwych długości fal emitowanego światła. Prawdopodobieństwo tych przejść jest różne, tylko niektóre z tych przejść nadają się do konstrukcji lasera.
Przejściu z 3s2 do 3p4 towarzyszy emisja czerwonego światła (długości fali 632,82 nm), i jest ono wykorzystywane w typowym laserze HeNe. Z poziomu 4p i 3p, atom promieniście przechodzi do stanu 1s wytwarzając odpowiednio promieniowanie o długości fali 3,39 μm i 1,152 μm. Z poziomu 1s atom przechodzi do stanu podstawowego przez zderzenie ze ścianką naczynia lub innym atomem.
Inwersję obsadzeń między stanami 5s a 3p można uzyskać, gdyż czas życia stanu 5s jest rzędu 10−7 s, a czasowi życia stanu 3p jest rzędu 10−8 s.
Ze stanów 5s i 4s możliwe są również przejścia promieniste do stanu podstawowego (τ2 ≈ 10 − 20 ns). Przejścia te zmniejszają inwersję obsadzeń, więc potrzebny jest sposób na ich zablokowanie. Przy ciśnieniach powyżej 0,05 tora prawdopodobieństwo ponownej absorpcji emitowanego promieniowania rezonansowego przez atomy neonu w ich stanie podstawowym jest tak wysokie, że te przejścia można uznać za całkowicie zablokowane. Poziom 3p może być obsadzony nie tylko w wyniku emisji fotonu przez atom ale także przez zderzenie atomu będącego na poziomie 3s z elektronem. By temu zapobiec należy dążyć do zmniejszenia ilości atomów w stanie metastabilnym 3s. Można to osiągnąć, czyniąc przynajmniej jeden wymiar wnęki rezonansowej wystarczająco małym. W takim przypadku atomy neonu, w tym te w stanie 3s, ulegną dyfuzji do ścian, a po zderzeniu z nimi powrócą do obszaru wnęki w stanie podstawowym.
Laser He-Ne jest pompowany przez wyładowanie elektryczne (napięcie stałe 1000-1500 V, prąd 10-20 mA) inicjuje wyładowanie elektryczne w mieszaninie gazów. Optymalny stosunek He:Ne wynosi w przybliżeniu 6:1, a ciśnieni 3,6 tora. Natężenie prądu musi być odpowiednie, zbyt małe nie wywoła inwersji obsadzeń, ale gdy gęstość elektronów wyładowania wzrasta, początkowo liczba wzbudzonych atomów He wzrasta ale zmierza do wartości nasyconej, dalszy wzrost gęstości prądu nie zwiększa ilości wzbudzonych atomów He, a wywołuje szkodliwe wzbudzenia atomów Ne. Niestety, zjawisko to ogranicza moc lasera i niewiele można zrobić, aby rozwiązać ten problem.

## Układ rezonansowy
Układ rezonujący tworzą dwa zwierciadła płaskie umieszczone w lampie lub na jej zewnątrz. Gdy zwierciadła są na zewnątrz światło musi wychodzić z lampy poprzez okienka Brewstera.

## Zastosowania
Lasery He-Ne są źródłami światła laserowego o małej mocy. Najważniejszą ich cechą jest to, że są bardzo stabilne, zarówno pod względem długości fali jak i intensywności ich światła. Z tych powodów lasery He-Ne są często używane do stabilizowania innych laserów. Są również używane w zastosowaniach, takich jak holografia, w której ważna jest stabilność trybu. Do połowy lat 90. lasery He-Ne były dominującym typem laserów produkowanych do zastosowań o małej mocy, używane były w urządzeniach do lokalizacji, skanowania, transmisji optycznej, we wskaźnikach laserowych itp. Ostatnio jednak inne rodzaje laserów, w szczególności lasery półprzewodnikowe, wydają się wygrywać konkurencję z powodu obniżonych kosztów, pomimo tego są nadal produkowane masowo.

## Historia
Laser helowo-neonowy był pierwszym działającym laserem gazowym, pierwszym laserem o ciągłym działaniu, a nie impulsowym. W 1960 zespół pod kierownictwem Ali Javan, William Bennett i Donald Herriott z Laboratorium Bella uzyskał ciągłą akcję laserową w laserze helowo-neonowym w podczerwieni dla fali o długości 1,15 μm, a w 1962 w świetle widzialnym o fali długości 632,8 nm.